# Peter Cosgrove
Sir Peter John Cosgrove AC, MC (ur. 28 lipca 1947 w Sydney) – australijski generał, w latach 2002–2005 naczelny dowódca Australian Defence Force (Sił Zbrojnych Australii). 28 stycznia 2014 został powołany na stanowisko gubernatora generalnego Australii, rozpoczęcie jego urzędowania miało miejsce 28 marca 2014.

## Życiorys

### Kariera wojskowa
W 1965 ukończył Royal Military College, Duntroon, szkołę oficerską australijskich sił lądowych. Jako młody oficer brał udział w wojnie wietnamskiej. W kolejnych latach stopniowo piął się w górę hierarchii wojskowej, aż do stopnia generała. Szeroką popularność wśród australijskiej opinii publicznej zdobył w 1999, kiedy to dowodził międzynarodowymi siłami pokojowymi na Timorze Wschodnim (misja INTERFET). W 2000 został głównodowodzącym australijskich wojsk lądowych, a dwa lata później objął najwyższe stanowisko przewidziane w Australii dla żołnierza w służbie czynnej – urząd naczelnego dowódcy Australian Defence Force. Zajmował je przez trzy lata, po czym przeszedł na emeryturę.

### Działalność społeczna
W 2006 na prośbę władz stanowych Queensland dowodził operacją mająca na celu usuwanie szkód po przejściu cyklonu Larry w północnej części tego stanu. W latach 2005–2014 zasiadał w radzie nadzorczej australijskiego narodowego przewoźnika lotniczego, Quantas. W latach 2010–2014 był też kanclerzem Australian Catholic University.
28 stycznia 2014 premier Australii Tony Abbott ogłosił, iż generał Cosgrove pod koniec marca 2014 zastąpi Quentin Bryce na stanowisku gubernatora generalnego Australii.

## Nagrody i odznaczenia
Cosgrove był dwukrotnie odznaczany Orderem Australii. W 1985 został członkiem orderu, zaś w 2000 jego kawalerem. W chwili objęcia urzędu gubernatora generalnego Australii automatycznie został rycerzem Orderu Australii, co uprawnia go do dopisywania przed nazwiskiem tytułu Sir. 
W 1971 otrzymał Military Cross za swoją wyróżniającą się służbę w Wietnamie. W 2002 otrzymał portugalski Order Infanta Henryka. Jest również kawalerem francuskiej Legii Honorowej, amerykańskiego Legion of Merit, watykańskiego Orderu Świętego Grzegorza Wielkiego, a także innych odznaczeń australijskich i zagranicznych. W 2001 został laureatem nagrody Australijczyk Roku.
W 2018 został komandorem portugalskiego Orderu Wolności.